# آندره اوفره
آندره اوفره (فرانسوی: André Auffray‎; ۲ سپتامبر ۱۸۸۴ – ۳ نوامبر ۱۹۵۳) دوچرخه‌سوار اهل فرانسه بود.